# Aktienart (China)
Aufgrund rechtlicher Beschränkungen teilt sich der Aktienmarkt Festlandchinas in verschiedene Segmente auf, die zu unterschiedlichen Aktienarten führen. Eine Gesellschaft kann sowohl A- als auch B-Aktien ausgeben sowie zusätzlich oder anstelle letzterer auch H-Aktien. Da jedoch keine Arbitragegeschäfte zwischen den Aktienarten erlaubt sind, kann sich der Wert der A- und B-Aktien zum Teil deutlich unterscheiden.

## A-Aktie (A-Share)
Eine mit A-Share (chinesisch: A股) bezeichnete Aktie der Shanghai Stock Exchange oder der Shenzhen Stock Exchange bezieht sich auf die Aktie eines Unternehmens, welche in Renminbi, der Währung der Volksrepublik China, gehandelt wird. Ursprünglich konnten diese Aktien nur von chinesischen Staatsbürgern gehandelt werden. Seit 2002 sind diese auch für sog. Qualified Foreign Institutional Investor (QFII) erhältlich. Die an der Börse Shanghai gehandelten A-Aktien werden im SSE A Share Index abgebildet, der am 21. Februar 1992 gestartet wurde.
Die 300 größten und liquidesten an den Wertpapierbörsen Shanghai und Shenzhen gehandelten A-Aktien werden im CSI 300 abgebildet, der seit dem 8. April 2005 berechnet wird.

## B-Aktie (B-Share)
Eine mit B-Share (chinesisch: B股) bezeichnete Aktie der Shanghai Stock Exchange oder der Shenzhen Stock Exchange bezieht sich auf die Aktie eines Unternehmens, welche in ausländischer Währung gehandelt wird. Der Nennwert von B-Shares ist in Renminbi festgesetzt. In Shanghai werden B-Shares in US-Dollar und in Shenzhen in Hongkong-Dollar gehandelt. B-Shares sind im Gegensatz zu den A-Shares nur für ausländische Investoren verfügbar, sowie seit 2001 für chinesische Staatsbürger, die Konten für Ausländer (v. a. Auslandschinesen) eröffnen. Alle B-Aktien an der Börse Shanghai werden im SSE B Share Index gelistet, der am 17. August 1992 gestartet wurde.

## H-Aktie (H-Share)
Als H-Shares (chinesisch: H股) werden Aktien von Unternehmen Festlandchinas bezeichnet, die an der Hong Kong Stock Exchange gehandelt werden. Eine Notierung als H-Share kann zusätzlich oder anstatt eines B-Share Listings erfolgen, um dadurch für ausländische Investoren handelbar zu werden. Der Handel der H-Aktien erfolgt in Hong Kong Dollar. Die Bilanzierung richtet sich nach dem internationalen Standard.
Das erste chinesische Unternehmen, das an der Hongkonger Börse gelistet wurde, war im Jahr 1993 die Tsingtao-Brauerei.
Der größte Börsengang der Geschichte erfolgte durch die Industrial and Commercial Bank of China im Oktober 2006. Es wurden 14,95 Milliarden A-Aktien und 40,7 Milliarden H-Aktien ausgegeben. Der Wert der Platzierung betrug damit umgerechnet circa 22 Milliarden US-Dollar.
Unternehmen aus Festlandchina erreichen rund 56 % der Marktkapitalisierung an der Hongkonger Börse.
Die wichtigsten festlandchinesischen Gesellschaften sind im Hang Seng China Enterprises Index geführt, unter anderem die so genannten Red Chips, der einen Unterindex des seit 2001 bestehenden und mehr als 480 Aktien umfassenden Hang Seng Composite Index bildet, und vom seit 1969 bestehenden 50 Aktien umfassenden Hang Seng Index, einem der wichtigsten Indizes der Welt, zu unterscheiden ist.

## Notierung an außerchinesischen Börsen
- D-Share: CEINEX D-Share-Markt an der Frankfurter Wertpapierbörse[6][7]
- S-Share: Börse Singapur
- N-Share und ADR: New Yorker Börse oder Nasdaq
- L-Share: Börse London
- J-Share: Börse Tokio